# Max Weber
Maximilian Karl Emil Weber (pronunciación en alemán: /ˈmaks ˈveːbɐ/; Erfurt, 21 de abril de 1864-Múnich, 14 de junio de 1920) fue un sociólogo, economista, jurista, historiador y politólogo alemán, considerado uno de los fundadores del estudio moderno de la sociología y la administración pública, con un marcado sentido antipositivista.
A pesar de ser reconocido como uno de los padres de la sociología, junto con Karl Marx, Auguste Comte y Émile Durkheim, Weber nunca se vio a sí mismo como sociólogo sino como historiador; para él, la sociología y la historia eran dos empresas convergentes. Sin embargo, sobre el final de su vida en 1920, escribió en una carta al economista Robert Liefmann: «Si me he convertido finalmente en sociólogo (porque tal es oficialmente mi profesión), es sobre todo para exorcizar el fantasma todavía vivo de los conceptos colectivos».
Sus trabajos más importantes se relacionan con la sociología de la religión y el gobierno, pero también escribió mucho en el campo de la economía. Su obra más reconocida es el ensayo La ética protestante y el espíritu del capitalismo (1905), que fue el inicio de un trabajo sobre la sociología de la religión. La recopilación Economía y sociedad, publicada póstumamente entre 1921 y 1922, es la suma más completa y sistemática de sus ideas y conceptos. 
Weber argumentó que la religión fue uno de los aspectos más importantes que influyeron en el desarrollo de las culturas occidental y oriental. En otra de sus obras famosas, La política como vocación (1919), Weber definió el Estado como una entidad que ostenta el monopolio de la violencia legítima y los medios de coacción, una definición que fue fundamental en el estudio de la ciencia política moderna en Occidente.

## Biografía

### Los inicios

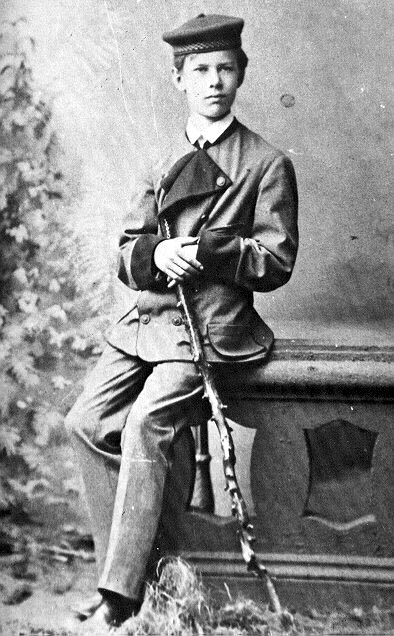
Max Weber en 1878.

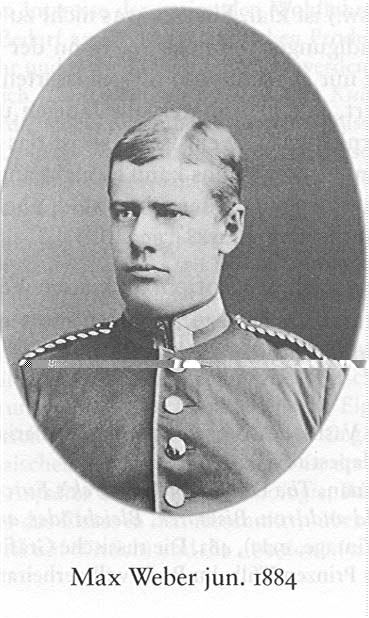
Max Weber en 1884.

Max Weber nació en Erfurt, Turingia en Alemania, 21 de abril de 1864, siendo el mayor de los siete hijos de Max Weber (padre), jurista y político destacado del Partido Liberal Nacional en la época de Bismarck y funcionario protestante, y de su esposa Helene, una calvinista moderada. Uno de sus hermanos, Alfred Weber, también fue sociólogo y economista.
Debido a la vida pública de su padre, Weber creció en un ambiente familiar inmerso en la política, y su hogar recibió la visita de prominentes académicos y figuras públicas. Al mismo tiempo, Weber demostró ser intelectualmente precoz. El regalo de Navidad que les hizo a sus padres en 1876, cuando contaba con doce años, resultó ser un par de ensayos históricos, titulados Sobre el curso de la historia alemana, con referencias especiales a la posición del emperador y el papa y Sobre el período del Imperio romano desde Constantino a la migración de las naciones. Parecía ya claro entonces que Weber se dedicaría a las ciencias sociales. A la edad de catorce años escribió cartas llenas de referencias a Homero, Virgilio, Cicerón y Tito Livio, y antes de ingresar a la universidad ya poseía un extenso conocimiento sobre Goethe, Spinoza, Kant y Schopenhauer.

### Estudios
Weber estudió en las universidades de Heidelberg, Berlín y Gotinga, interesándose especialmente por el derecho, la historia y la economía.
En 1882, Weber ingresó en la Universidad de Heidelberg como estudiante de derecho. Se incorporó a la fraternidad de su padre y escogió el campo de las leyes al igual que él. Aparte de estos estudios, tomó clases de economía y estudió historia medieval. Tuvo por profesores, entre otros, a su tío, el historiador liberal alemán Hermann Baumgarten, autor de dos voluminosas obras sobre historia española antigua y moderna e hijo y nieto de pastores protestantes. Adicionalmente, Weber realizó extensas lecturas sobre temas teológicos.
De manera intermitente sirvió en el ejército alemán en Estrasburgo y, en otoño de 1884, regresó a casa de sus padres para estudiar en la Universidad de Berlín. Los siguientes ocho años Weber vivió en casa de sus padres, primero cuando era estudiante, luego cuando fue ayudante en las cortes de Berlín y finalmente docente en la universidad. Su residencia en casa de sus padres fue interrumpida únicamente por un semestre de estudio en la Universidad de Gotinga y por cortos períodos ocasionales de entrenamiento militar adicional. En 1886 Weber aprobó los exámenes de "Referendar", que le permitían ejercer como abogado.
A finales de la década de 1880, Weber profundizó sus estudios de historia. Obtuvo el doctorado en leyes en 1889, con una tesis sobre historia legal titulada La historia de las organizaciones medievales de negocios. Dos años después, Weber completó su Habilitationsschrift con la tesis sobre La historia agraria romana y su significación para la ley pública y privada. Habiéndose habilitado —ya podía ejercer como Privatdozent— Weber estaba calificado en Alemania para obtener un cargo como profesor universitario.

### Carrera académica

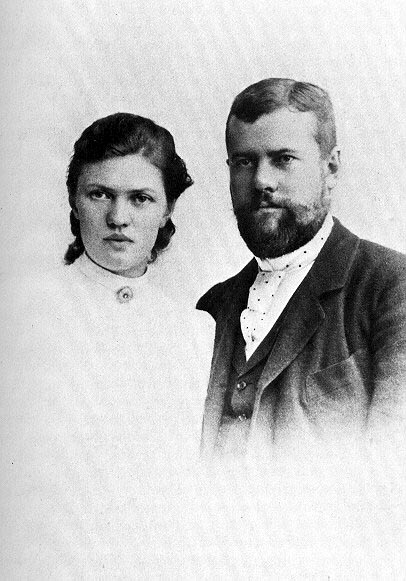
Max y Marianne Weber en 1894.

Durante el tiempo transcurrido entre la conclusión de su tesis doctoral y el momento en que fue habilitado como profesor, Weber comenzó a interesarse en política social contemporánea. En 1888, se unió a la Verein für Socialpolitik, para entonces nueva Asociación Profesional de Economistas Alemanes. Esta asociación, afiliada a la escuela histórica, consideraba que el aporte principal de la economía era la solución de los problemas sociales de mayor impacto durante la época, y fue pionera en el uso de estudios estadísticos a gran escala en el análisis económico. En 1890 la Verein creó un programa de investigación para examinar «la cuestión polaca», término usado para referirse al flujo de trabajadores agrícolas extranjeros hacia Alemania oriental, mientras sus trabajadores locales migraban a las ciudades en proceso acelerado de industrialización. Weber fue puesto a cargo de este estudio y redactó una parte considerable de sus resultados. El reporte final fue elogiado ampliamente como un excelente trabajo de investigación empírica, cimentando la reputación de Weber como experto en economía agraria.
Weber obtuvo un éxito académico considerable en la década de los años 1890. En 1893, se casó con una prima lejana llamada Marianne Schnitger, quien posteriormente se convirtió en feminista y escritora por derecho propio, además de volverse un factor decisivo en la recopilación y publicación de trabajos poco conocidos de Weber posteriormente a su muerte en 1920. En 1894 la pareja se mudó a Friburgo, donde fue nombrado profesor de economía en la Universidad de Friburgo, cargo que posteriormente continuó al trasladarse a la Universidad de Heidelberg en 1897. Ese mismo año murió su padre, dos meses después de que ambos sostuvieran una discusión muy fuerte, respecto a la cual nunca tuvieron la oportunidad de hacer las paces. A partir de entonces, Weber se volvió cada vez más propenso al nerviosismo y al insomnio, lo cual dificultó su capacidad de dar clases y cumplir con sus tareas como profesor. Por tanto, se vio obligado a disminuir y finalmente detener su trabajo académico, dejando su último curso, en el otoño de 1899, sin terminar. Después de meses en un sanatorio durante el verano y otoño de 1900, Weber y su esposa Marianne viajaron a Italia a finales de este año, para no regresar sino hasta abril de 1902.
Después de su inmensa productividad en los tempranos años 1890, Weber no publicó un solo ensayo entre comienzos de 1898 y finales de 1902, y finalmente renunció a su cargo de profesor en otoño de 1903. Sin embargo, continuó trabajando como profesor privado, ayudado por una herencia obtenida por su mujer en 1907.
El mismo año de su renuncia al cargo de profesor, Weber aceptó el cargo de editor asociado del Archivo de Ciencias Sociales y Bienestar Social junto a sus colegas Edgar Jaffé y Werner Sombart. En 1904, visitó los Estados Unidos y participó en el Congreso de las Artes y las Ciencias, que se realizó junto a la Exposición Universal de San Luis. En 1904, comenzó a aparecer en esta publicación lo que serían los principales trabajos de Weber, siendo en 1905 cuando se publica su ensayo La ética protestante y el espíritu del capitalismo, el cual se convirtió en su trabajo más popular y sentó las bases para su trabajo futuro sobre el impacto de la cultura y la religión en el desarrollo de los sistemas económicos. La importancia del ensayo es tal, por cierto, que resultó ser el único de sus escritos que fue publicado como un libro mientras él vivió.
En 1912, Weber intentó organizar un partido político de izquierda que combinase social-demócratas y liberales, pero su intento fracasó debido al miedo que muchos liberales sentían hacia los ideales —que consideraban revolucionarios— de los social-demócratas.
Durante la Primera Guerra Mundial, Weber sirvió por un tiempo como director de los hospitales del ejército en Heidelberg. Entre 1915 y 1916 formó parte de grupos que intentaban mantener el control alemán en Bélgica y Polonia después de la guerra. Las opiniones de Weber sobre la guerra, y también sobre la expansión del imperio alemán, cambiaron durante estos años. En 1918, fue miembro del consejo de obreros y soldados de Heidelberg. El mismo año se convirtió en consultor de la Comisión del Armisticio Alemán para el Tratado de Versalles y la comisión le asignó el borrador de la Constitución de Weimar. Weber temía intensamente una revolución comunista en Alemania y se decantaba a favor de insertar el artículo 48 en la constitución. Posteriormente, este artículo será aprovechado de modo oportunista por Adolf Hitler para declarar la ley marcial y así obtener potestades de dictador.

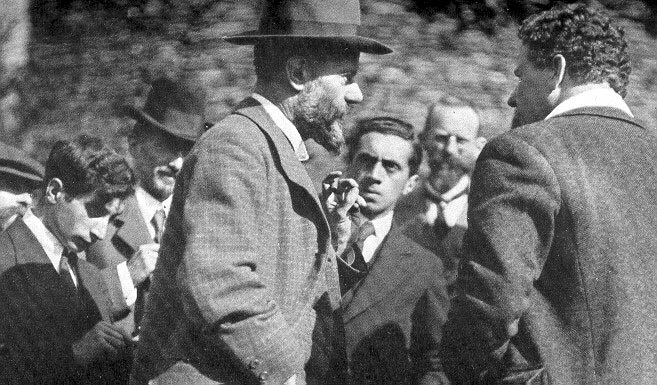
Max Weber en 1917.

A partir de 1918, Weber retomó la docencia, primero en la Universidad de Viena y luego, en 1919, en la Universidad de Múnich. En Múnich, fue director del primer instituto de sociología creado en una universidad alemana, aun cuando jamás ejerció una cátedra de sociología a lo largo de su vida.

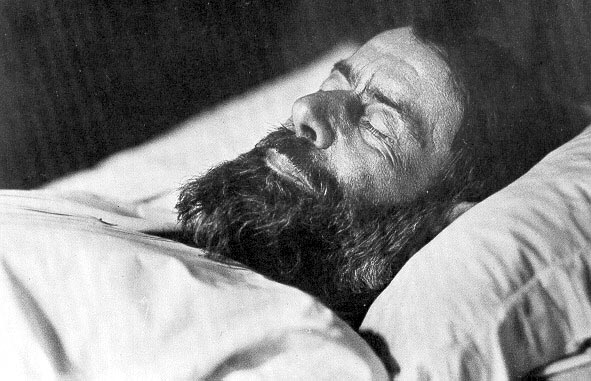
Max Weber en su lecho de muerte.

Max Weber murió de neumonía en Múnich el 14 de junio de 1920. Debe destacarse que muchos de los trabajos que son famosos ahora, fueron reunidos, revisados y publicados póstumamente. Luminarias de la sociología, como Talcott Parsons y Charles Wright Mills hicieron interpretaciones significativas de los trabajos de Weber.

### Weber y la política alemana (Formas de Gobierno)
En 1890 Weber escribió una serie de artículos de prensa titulados Parlamento y Gobierno en una Alemania reconstruida. Estos artículos exigían reformas democráticas en la Constitución del Imperio alemán de 1871.
Weber argumentó que los problemas políticos de Alemania se debían esencialmente a un problema de liderazgo. Otto von Bismarck había creado una constitución que preservaba su propio poder, pero inhabilitaba a otro líder poderoso para sucederlo. En enero de 1919, Weber era un miembro fundador del Partido Democrático Alemán.
Por su paradójica utilización en las medidas socializantes tanto de la socialdemocracia como del nacionalsocialismo, las contribuciones del liberalismo de Max Weber a la política alemana siguen siendo sujeto de controversia.
Weber dejó la política debido a los conflictos con la derecha en 1919 y 1920, cuando muchos colegas y estudiantes lo despreciaron por la posición de centro-izquierda asumida durante la revolución alemana de 1918 y 1919. En efecto, hubo estudiantes de derecha que llegaron a realizar protestas frente a su casa.
Weber abogaba por la democracia como una herramienta para elegir líderes fuertes; veía a la democracia como una forma de liderazgo carismático donde «la demagogia imponía su deseo sobre las masas». Por esta razón, la izquierda europea es muy crítica con Weber, por «haber preparado el terreno intelectual para la posición de liderazgo de Adolf Hitler», aunque no intencionadamente.
El firme anticomunismo de Weber y el reclamo insistente por una política agresiva de imperialismo alemán le ganó la crítica de la mayoría de los marxistas alemanes. Weber desilusionó aún más a la izquierda cuando uno de sus estudiantes, Carl Schmitt (1888-1985), desarrolló el concepto de «Estado total». Las cartas personales y profesionales de Weber muestran un disgusto considerable por el antisemitismo de sus días, por lo que, tomando además en consideración el carácter antiliberal del corporativismo de Estado y el totalitarismo de partido único, sería dudoso que Weber hubiera tenido la convicción de apoyar a los nazis, como sí hicieron el citado Schmitt, Oswald Spengler y Werner Sombart.
En los Estados Unidos las políticas de Weber son menos conocidas. Sus apologistas mantienen que la distinción que hacía Weber entre la política (evaluativa por definición) y ciencia (con «valor-neutral») protegía sus teorías sociológicas de la áspera realpolitik de sus convicciones personales.

## Pensamiento
A pesar de ser uno de los historiadores y sociólogos más prolíficos, la obra de Weber continúa en la actualidad siendo difícil de enmarcar dada su amplitud, transversalidad y complejidad. En su obra convergen pequeños ensayos, correspondencia, conferencias sólo parcialmente documentadas, pequeñas reflexiones y pensamientos, libros y cuadernos de notas de sus propios estudiantes. Weber aplicó la investigación sociológica a diversos campos: política, derecho, economía, música y religión. Junto a Karl Marx, Alexis de Tocqueville, Vilfredo Pareto, Ferdinand Tönnies y Émile Durkheim, Weber fue uno de los fundadores de la sociología moderna. Mientras Pareto y Durkheim trabajaron en la tradición positivista siguiendo los postulados de Auguste Comte, Weber creó y trabajó en una tradición antipositivista, idealista y hermenéutica, al igual que Werner Sombart, su amigo y para entonces, el más famoso representante de la sociología alemana. Estos trabajos iniciaron la revolución antipositivista en las ciencias sociales, que marcó la diferencia entre éstas y las ciencias naturales, especialmente debido a las acciones sociales de los hombres. Los primeros trabajos de Weber estaban relacionados con la sociología industrial, pero son más conocidos sus últimos trabajos sobre sociología de la religión y sociología del gobierno.

### Sociología de la religión
La obra de Weber sobre sociología de la religión se abre con el ensayo La ética protestante y el espíritu del capitalismo y continúa con La religión en China: confucionismo y taoísmo, La religión de India: la sociología del hinduismo y budismo y Judaísmo antiguo. Su trabajo sobre otras religiones fue interrumpido por su muerte en 1920, quedando pendiente la continuación de los estudios sobre judaísmo antiguo con el estudio de los salmos, el libro de Jacob, el Talmud, cristianismo temprano e islam.
Sus tres ideas principales sobre la religión eran: el efecto de las ideas religiosas en las actividades económicas, la relación entre estratificación social e ideas religiosas, y las características singulares de la civilización occidental.
Su objetivo era encontrar razones que justificaran la diferencia entre el proceso de desarrollo de las culturas Occidental y Oriental. En el análisis de sus descubrimientos, mantuvo que las ideas religiosas puritanas (y más ampliamente, cristianas) habían tenido un impacto importante en el desarrollo del sistema económico de Europa y los Estados Unidos, pero destacó que esas no eran las únicas causas del desarrollo. Entre otras causas que mencionó Weber encontramos el racionalismo en la búsqueda científica, mezclar observación con matemática, estudio sistemático y jurisprudencia, sistematización racional de la administración gubernamental, y empresa económica. Al final, el estudio de la sociología de la religión, de acuerdo con Weber, apenas exploraba una fase de la emancipación de la magia, ese «desencantamiento del mundo» que él atribuía como un aspecto distintivo importante de la cultura occidental.

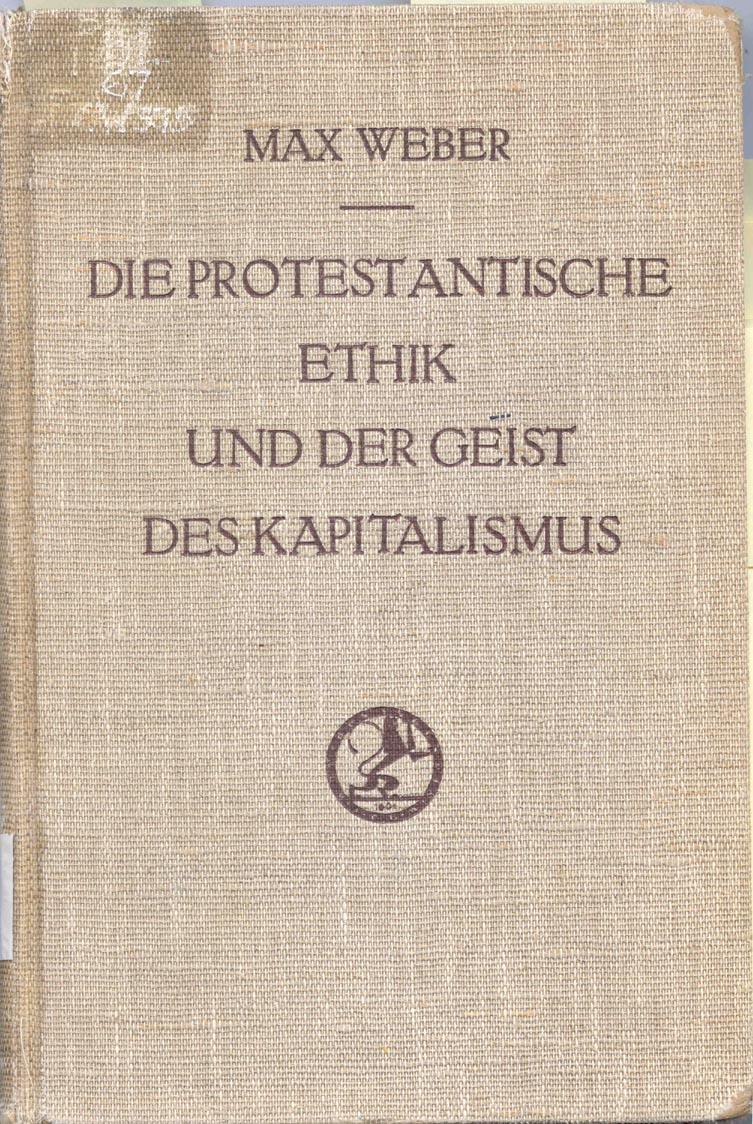
Portada de la edición de 1934 de La ética protestante y el espíritu del capitalismo.

#### La ética protestante y el espíritu del capitalismo
El ensayo de Weber, La ética protestante y el espíritu del capitalismo, es su obra más conocida. Se dice que este trabajo no debería ser visto como un estudio detallado del protestantismo, sino como una introducción a obras posteriores de Weber, en especial a sus estudios de la interacción entre varias ideologías religiosas y comportamientos económicos, principalmente del capitalismo y su espíritu.
En La Ética Protestante y el Espíritu del Capitalismo, Max Weber presenta la tesis de que la ética protestante y sus ideas puritanas influyeron en el desarrollo del capitalismo. En general, la devoción religiosa está usualmente acompañada por el rechazo a los asuntos mundanos, incluyendo el rechazo a la búsqueda de una mejor posición económica. ¿Por qué no es este el caso del protestantismo? Weber intenta hacer comprensible esta paradoja entre la ética protestante y su actitud como preparación para el desarrollo del espíritu capitalista.
Define al «espíritu del capitalismo» como las ideas y hábitos que favorecen la búsqueda racional de ganancias económicas. Weber señala que tal espíritu no existe en la cultura occidental, cuando lo consideramos como una actitud presente en individuos. Ya que también hay que tomar en cuenta que estos individuos —empresarios heroicos, como él los llama—no podrían, por sí solos, establecer un nuevo orden económico (capitalismo). Para ello deben ser aceptadas socialmente ciertas tendencias. Entre las tendencias propiciadoras estaban: a) la ambición de ganancias con un mínimo esfuerzo, b) la estimación de que el trabajo es una maldición divina y una carga que debe ser combatida. Se sabrá del éxito del exorcismo del trabajo como maldición cuando se produzcan ganancias que excedan lo que es necesario para una vida modesta. Escribió Weber: «Para que una forma de vida bien adaptada a las peculiaridades del capitalismo, pueda superar a otras, debe originarse en algún lugar, y no solo en individuos aislados, sino como una forma de vida común a grupos enteros de personas».
Después de describir los rasgos del espíritu del capitalismo, Weber argumenta que hay muchas razones para buscar sus orígenes en las ideas religiosas de la Reforma. Muchos otros observadores, tales como William Petty, Montesquieu, Henry Thomas Buckle y John Keats, también han comentado la afinidad entre el protestantismo y el desarrollo del espíritu comercial capitalista. De hecho, «si bien la obra de Weber ha resultado ser la más divulgada a este respecto, fue precisamente un católico bávaro, Johann Adam von Ickstatt, el que por primera vez pondría sobre la mesa, por cierto en clave crítica y con la intención de encontrarle algún remedio, la cuestión relativa a la manifiesta diferencia en el desarrollo económico alcanzado por las regiones protestantes frente a las católicas».
Weber mostró que algunos tipos de protestantismo favorecían la búsqueda racional del beneficio económico. No era el objetivo de esas ideas religiosas, sino más bien un producto de su espíritu, de la lógica inherente de dichas doctrinas. Espíritu que, respecto de sus resultados derivados directa o indirectamente, promovía la planificación y la búsqueda de beneficios económicos. La expresión «ética del trabajo», utilizada en comentarios actuales se deriva de las ideas sobre la «ética protestante» discutida por Weber.
Weber indicó que la razón del abandono de su investigación sobre el protestantismo fue que su colega Ernst Troeltsch, un teólogo profesional, había comenzado a trabajar en el libro Las enseñanzas sociales de las iglesias y sectas cristianas. Otra causa de la decisión de Weber fue que ese ensayo proporcionaba la perspectiva para una amplia comparación entre religión y sociedad.
Max Weber fue sin duda uno de los estudiosos que más se ha acercado a comprender el espíritu del capitalismo desde sus raíces éticas en la religión. De hecho, se ha logrado establecer que incluso la Mitología Germánica antigua ha favorecido la formación de la ética --de las actitudes básicas del obrar humano-- del capitalismo.[cita requerida]

#### La religión de China: confucionismo y taoísmo
La religión de China: confucionismo y taoísmo fue el segundo trabajo más importante de Weber sobre la sociología de la religión. Weber se centró en aquellos aspectos de la sociedad china que más distaban de los de la Europa Occidental, especialmente en contraste con el Puritanismo. Y trató de mostrar por qué el capitalismo no había triunfado en China.
Weber destacaba que el confucionismo toleraba un gran número de cultos populares sin tratar de sistematizarlos en una doctrina religiosa. En lugar de hacer esfuerzos transformadores del mundo para conocer la voluntad divina respecto la salvación, enseñaba un ajuste al mundo. El hombre «superior» debía mantenerse al margen de la búsqueda de riquezas. Como consecuencia, ser un funcionario era preferido a ser un hombre de negocios, garantizando un estatus mayor.
La civilización china no tenía ninguna profecía religiosa ni una clase sacerdotal poderosa. El emperador ejercía como sumo sacerdote de la religión de estado y como máximo mandatario.
De acuerdo con el confucionismo, la adoración de grandes deidades es asunto del Estado, mientras que los cultos ancestrales es requerimiento de todos. Toleraba magia y misticismo, al ser herramientas útiles para el control de las masas; sin embargo, los consideraba herejías cuando atacaban el orden establecido (en contraposición al budismo). Nótese que en este contexto, el confucianismo puede ser considerado como culto de estado y el taoísmo como la religión popular.
Weber aseguraba por contraste: diversos factores favorecieron el desarrollo de la economía capitalista (largos períodos de paz, mejoras en el control de ríos, crecimiento poblacional, libertad para la adquisición de tierras y para la emigración, libre elección laboral). Pero estos factores positivos no generan sus resultados, no tendrán éxito, a menos que promuevan ideales religiosos ya aceptados:
- Los avances técnicos se oponían a la base de la religión, en el sentido que se consideraba que la alteración de los espíritus ancestrales traía mala suerte. Se prefería la adaptación al mundo que su cambio.
- Las ventas de tierra eran a menudo prohibidas o dificultadas.
- Los grupos familiares protegían a sus miembros de adversidades económicas, desalentando los pagos de deudas, disciplina laboral, y racionalización de los procesos de trabajo.
- Estos grupos familiares impedían el desarrollo de una clase urbana, entorpeciendo del mismo modo las instituciones legales, la codificación de leyes, y la creación de una clase judicial.

Según Weber, el confucionismo y el puritanismo representan dos tipos de racionalización exhaustivos pero mutuamente excluyentes, que tratan de ordenar la existencia humana de acuerdo a éticas religiosas con acentos que favorecen o entorpecen la aceptación de la actitud básica del capitalismo. Ambos favorecían la sobriedad y el autocontrol, siendo compatibles con la acumulación de riquezas. Sin embargo, el objetivo del confucianismo era lograr y preservar una posición de estatus, empleándolo como medio: adaptación al mundo, educación, autoperfección, buenas maneras y piedad familiar. El puritanismo utilizaba otros medios para conocer —por medio del éxito en las actividades— cual es la voluntad de Dios sobre la predestinación. Se sabe la voluntad de un Dios silencioso —que no informa a los hombres sobre si serán salvados o condenados— por los resultados en el mundo: cuando se obtiene riqueza como producto del trabajo es porque Dios así lo quiere. El éxito de los trabajos humanos es indicio de la bendición divina: se estará del lado de los salvados. Si el trabajo genera pobreza o los resultados son malos es porque Dios no lo desea: y se estará del lado de los condenados. Es un castigo o una muestra de que la voluntad de Dios va en otra dirección. Esta creencia y entusiasmo en los resultados de la acción humana para conocer la voluntad de Dios eran ajenas a los valores éticos del confucianismo. Así, Weber afirma que fue la diferencia en la mentalidad religiosa lo que contribuyó al desarrollo del capitalismo en Occidente y su ausencia en China.

#### La religión en la India: la sociología del hinduismo y el budismo
La religión en la India: la sociología del hinduismo y el budismo fue la tercera obra más importante de Weber sobre la sociología de la religión. En este trabajo, se trata la estructura de la sociedad india, las doctrinas ortodoxas del hinduismo y las heterodoxas del budismo, las modificaciones por influencia de la religiosidad popular, y finalmente el impacto de las creencias religiosas en la ética secular de la sociedad india.
El sistema social indio se articula a partir del concepto de casta. Este enlaza directamente con las creencias religiosas y la segregación de la sociedad en grupos. Weber describe el sistema de castas, consistente en los brahmins (sacerdotes), los kshatriyas (guerreros), los vaisyas (mercaderes) y los Shudras (obreros). A continuación, describe cómo se esparció el sistema de castas en la India a través de conquistas, de la marginación de ciertas tribus y de la subdivisión de las propias castas.
Weber se centra especialmente en los Brahmins, analizando por qué han ocupado durante siglos el lugar más destacado en la sociedad. De acuerdo al concepto de dharma, concluye que el pluralismo ético indio es muy diferente de la ética universal del confucianismo y cristianismo. El sistema de castas impide del desarrollo de grupos urbanos con distintos estatus.
Por otra parte, Weber analiza las creencias religiosas hindúes, incluyendo el ascetismo y la visión del mundo hindú, las doctrinas bramánicas ortodoxas, el apogeo y declive del budismo en la India, la restauración hindú, y la evolución de los gurús. Weber se pregunta si la religión tuvo alguna influencia en la rutina mundana, y en su caso, cuál fue su impacto en las conductas económicas. Subraya la idea de un orden mundial inmutable consistente en ciclos eternos de reencarnación y el desprecio de lo mundano, encontrando que el sistema tradicional de castas, apoyado por la religión, ralentizaba el desarrollo económico y el capitalismo.
Weber concluye su estudio de la sociedad y religión en la India combinando sus hallazgos con su trabajo previo sobre China. Destaca que las creencias tienden a interpretar el sentido de la vida como una experiencia mística, que los intelectuales suelen ser apolíticos, y que el mundo social estaba fundamentalmente dividido entre los
educados, cuyas vidas se orientaban hacia la conducta ejemplar de un profeta o sabio, y las masas no educadas, cautivas de su rutina y creencias mágicas. No hubo ninguna profecía mesiánica que pudiera haber dotado de «un plan y sentido a la vida cotidiana comunes a educados y no educados». Argumenta que fueron precisamente estas profecías mesiánicas en Oriente Próximo los que evitaron que los países occidentales siguieran los caminos de desarrollo chinos e indios. Su siguiente trabajo, Judaísmo antiguo, fue un intento de probar esta teoría.

#### Judaísmo antiguo
En Judaísmo antiguo, su cuarto trabajo más importante sobre la sociología de la religión, Weber explica la combinación de circunstancias que fue responsable de las primeras diferencias entre la religiosidad oriental y occidental. Esto se hizo especialmente patente cuando surgió en el cristianismo occidental el ascetismo intramundano, en contraste con la contemplación mística india. Weber asegura que algunos aspectos del cristianismo originados en el judaísmo antiguo tienen como fin conquistar y cambiar el mundo, más que renunciar a sus imperfecciones.
Según Weber, para los judíos, el mundo es un producto histórico diseñado para dar lugar al orden verdadero de Dios. Si bien el judaísmo legó al Cristianismo su hostilidad hacia la magia, Weber define el comportamiento económico judío como «capitalismo paria» e irracional (en referencia al capitalismo «racional» cristiano).
Weber analiza la historia de los judíos, así como su particular relación con Yahvé, la influencia de cultos foráneos, los tipos de éxtasis religioso, y la lucha de los sacerdotes contra el éxtasis y la adoración de ídolos. Además, estudia los aspectos sociales de la profecía bíblica, la orientación social de los profetas y su ética y teodicidad.

### Sociología de las políticas y gobierno
Dentro de la sociología de las políticas y gobierno, el ensayo más significativo de Weber es probablemente La política como vocación (1919). En él, Weber revela la definición de Estado que se ha convertido tan importante en el pensamiento social occidental: el Estado es la entidad que reclama el monopolio sobre el legítimo uso de la fuerza física. La política se debe entender como cualquier actividad a la que puede dedicarse el Estado para influir sobre la distribución relativa de fuerza. La política, por tanto, se deriva del poder. Un político no debe ser un hombre de la «ética cristiana verdadera», es decir, la de ofrecer la otra mejilla. Alguien partidario de tal ética debería ser considerado como un santo, ya que son únicamente los santos, según Weber, los que la siguen apropiadamente. El reino político no es un reino de santos. Un político ha de abrazar la ética del fin último y la de la responsabilidad, y debe sentir pasión por su advocación y ser capaz de distanciarse él mismo de la materia de sus esfuerzos (los gobernados).
Weber distinguía tres tipos puros de liderazgo político, dominación y autoridad: dominación carismática (familiar y religiosa), dominación tradicional (patriarcas, patrimonialismo, feudalismo), y dominación legal (ley y Estado moderno, burocracia). Según su punto de vista, cada relación histórica entre gobernantes y gobernados contiene elementos que pueden ser analizados con base en esta distinción tripartita. Además, afirma que la inestabilidad de la autoridad carismática inevitablemente lleva a la fuerza a «rutinizarse» en una forma más estructurada de autoridad. Del mismo modo, asegura que en un tipo puro de regla tradicional, una resistencia al maestro suficiente puede llevar a una revolución tradicional. Por ello, alude a un movimiento inevitable hacia una estructura racional-legal de la autoridad, utilizando una estructura burocrática. Así, esta teoría puede ser vista en ocasiones como una parte de la teoría social evolucionista. Ésta enlaza con su concepto más amplio de racionalización sugiriendo la inevitabilidad de un movimiento en esta dirección.
Weber es también conocido por su estudio de la burocratización de la sociedad, los modos racionales en los que las organizaciones sociales aplican las características de un tipo ideal de burocracia. Muchos aspectos de la administración pública moderna vuelven a él, y un servicio civil clásico y organizado jerárquicamente del tipo continental es denominado servicio civil weberiano, aunque esto es sólo un tipo ideal de administración pública y gobierno descrito en su obra magna Economía y sociedad, y uno que no le gustaba especialmente, ya que lo consideraba únicamente eficiente y exitoso. En su trabajo, Weber hace una descripción, que se ha vuelto famosa, de la racionalización (de la que la burocratización es una parte) como un cambio desde una organización y acción orientada a valores (autoridad tradicional y autoridad carismática) a una organización y acción orientada a objetivos (autoridad racional-legal). El resultado, de acuerdo a Weber, es una «noche polar de oscuridad helada», en la que la racionalización creciente de la vida humana atrapa a los individuos en una jaula de hierro de control racional, basado en reglas. Los estudios sobre la burocracia de Weber le condujeron también a su análisis —correcto, pues resultaría así— de que el socialismo en Rusia llevaría, debido a la abolición del libre mercado y sus mecanismos, a una sobreburocratización (evidente, por ejemplo, en la economía de la escasez) más que a un alejamiento fulminante del Estado (como Karl Marx había predicho que sucedería en una sociedad comunista).

### Economía
Aunque reconocido hoy en día como uno de los fundadores de la sociología moderna, también tuvo un papel importante en el campo de la economía.
Desde el punto de vista de los economistas, Weber es el representante de la escuela de economía alemana histórica más joven. Sus contribuciones más valoradas en este campo es su trabajo La ética protestante y el espíritu del capitalismo. Se trata de un ensayo sobre las diferencias entre las religiones y la riqueza relativa de sus seguidores. El trabajo de Weber es paralelo al tratado de W. Sombart sobre el mismo fenómeno, que sin embargo atribuía el auge del capitalismo al judaísmo. Otra contribución de Weber a la economía (así como a las ciencias sociales en general) es su trabajo en la metodología: sus teorías de Verstehen (conocido como comprensión o sociología interpretativa) y de antipositivismo (sociología humanista).
La doctrina de la sociología interpretativa es bien conocida y debatida dada su controversia. Esta tesis asegura que la investigación social, económica e histórica no puede nunca ser totalmente inductiva o descriptiva ya que uno debe siempre aproximarse a ella con un aparato conceptual. Este aparato fue identificado por Weber como tipo ideal. Se basa en lo siguiente: un tipo ideal se forma a partir de características y elementos de ciertos fenómenos dados, pero no intenta corresponderse con todas las características de un caso particular. Es interesante compararlo con el concepto de Ferdinand Tönnies de tipo normal.
Weber concedió que el empleo de tipos ideales era una abstracción, pero afirmaba que sin embargo era esencial si uno pretendía entender cualquier fenómeno social particular, ya que, a diferencia de los fenómenos físicos, ellos involucran comportamientos humanos que deben ser interpretados por tipos ideales. Esto, junto con su argumentación antipositivista, puede ser visto como la justificación metodológica para la asunción del hombre económico racional (Homo economicus).
Max Weber formuló una teoría de tres componentes de estratificación, cuyos componentes conceptuales son una clase social, un estatus y un partido político.
La clase social se basa en la relación con el mercado determinada económicamente (nivel económico). El estatus se basa en cualidades no económicas, como el honor, el prestigio o la creencia religiosa. El partido hace referencia a las afiliaciones de carácter político.
Estas tres dimensiones tienen consecuencias en lo que Weber denominó «oportunidades vitales».
Weber hizo múltiples contribuciones a la economía, incluyendo una historia económica de la sociedad agraria romana; o un trabajo sobre los roles duales del idealismo y el materialismo en la historia del capitalismo en su Economía y sociedad, que presenta sus críticas o revisiones de algunos aspectos del marxismo. Finalmente, su Historia económica general es quizá su mayor logro en la investigación empírica.

## Aportaciones

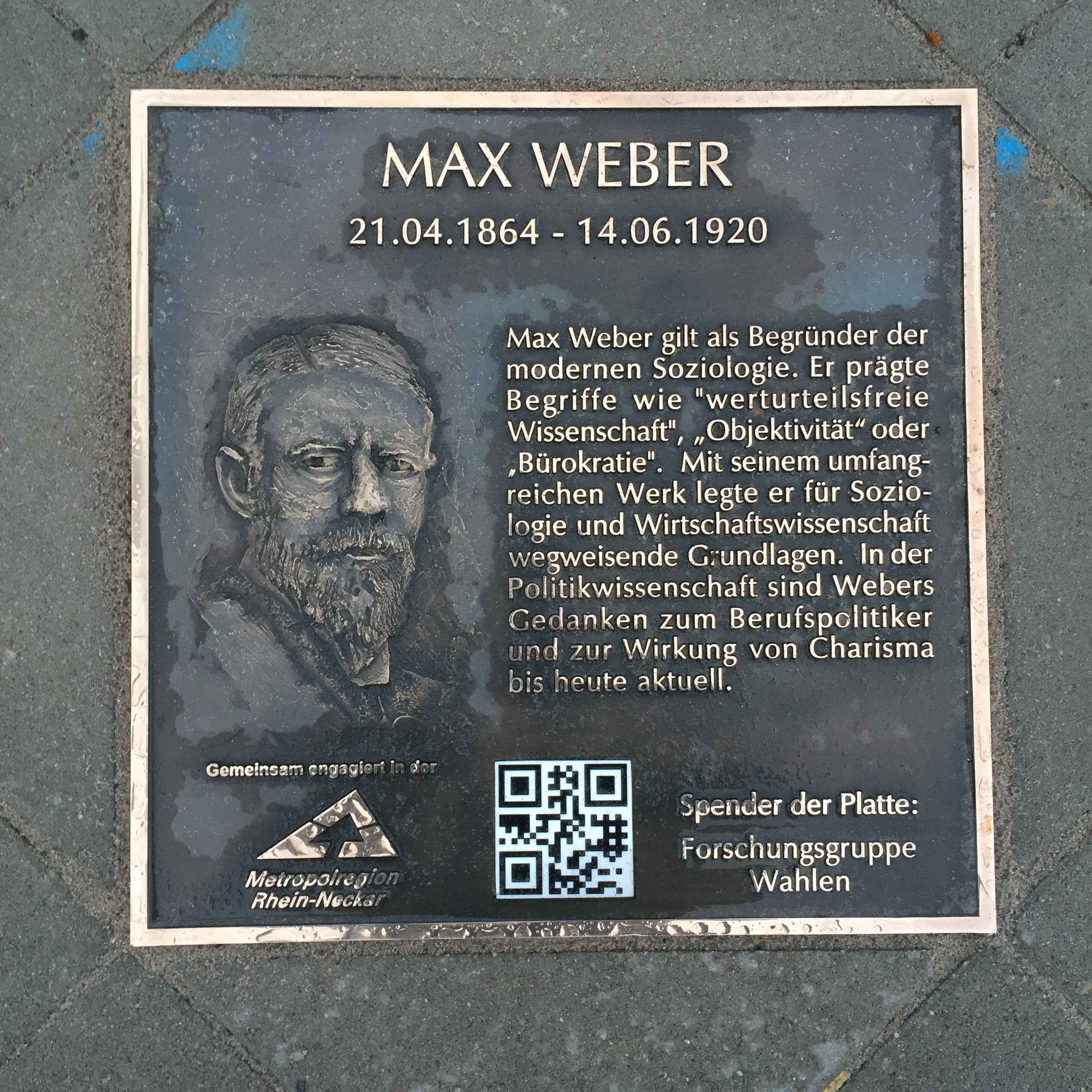
Placa conmemorativa de Max Weber en Mannheim.

Mientras Pareto y Durkheim siguieron las ideas de Comte, trabajando sobre las ideas del positivismo, Weber trabajó dentro del idealismo o la tradición hermenéutica. Clave para entender el proceso de análisis de la realidad social es el concepto de que la sociología debe ser una comprensión interpretativa (o verstehen) de la acción social.
Gran parte del trabajo de las organizaciones procede de su trabajo sobre la burocracia. Ella deriva de la acción racional es la acción social. Sus ideas sobre la relación del protestantismo y el desarrollo del capitalismo son extraordinariamente polémicas. Visto por muchos como una suerte de diálogo con Marx sobre el desarrollo de las sociedades.
Se opuso a la utilización del razonamiento abstracto puro, prefiriendo siempre una investigación empírica y a menudo histórica. Su metodología modela su investigación y la combinación de ambas fundamenta su orientación teórica.
Su hermano Alfred Weber, fue otro sociólogo destacado.

## Obras

### Libros traducidos al español
- Economía y sociedad, Fondo de Cultura Económica (2019) ISBN 978-607-16-6204-0
- Sociología del poder: los tipos de dominación, Alianza (2012) ISBN 978-84-206-6947-2
- La ética protestante y el espíritu del capitalismo, Alianza (2012) ISBN 978-84-206-6946-5; Biblioteca Nueva (2012) ISBN 978-84-9940-411-0
- El político y el científico, Alianza (2012) ISBN 978-84-206-6939-7
- Conceptos sociológicos fundamentales, Alianza (2010) ISBN 978-84-206-6002-8
- Por qué no se deben hacer juicios de valor en la sociología y en la economía, Alianza (2010) ISBN 978-84-206-4976-4
- Crítica a Stammler y otros ensayos de metodología sociológica, Centro de Investigaciones Sociológicas (2009) ISBN 978-84-340-1896-9
- Fundamentos sociales de la decadencia de la cultura antigua, Krk (2009), ISBN 978-84-8367-192-4
- La ciencia como vocación. La política como vocación, Austral (2007) ISBN 978-84-670-2389-3, dos publicaciones en conjunto
- La "objetividad" del conocimiento en la ciencia social y en la política social, Alianza (2017) ISBN 978-84-206-4953-5
- Escritos políticos, Alianza (2007) ISBN 978-84-206-6230-5
- Sociología y educación: textos e intervenciones de los sociólogos clásicos, Morata (2006) ISBN 978-84-7112-517-0, con Karl Marx y Émile Durkheim

### Otros libros
- Historia de la agricultura romana
- Sociología de la comunidad
- Estudios sobre la sociología de la religión (1921)
- Estudios de metodología (1922)
- La revolución rusa
- La religión de China: Confucianismo y Taoísmo